# Kozlov (Jihlava)
Kozlov é uma comuna checa localizada na região de Vysočina, distrito de Jihlava.